# E. A. Seemann

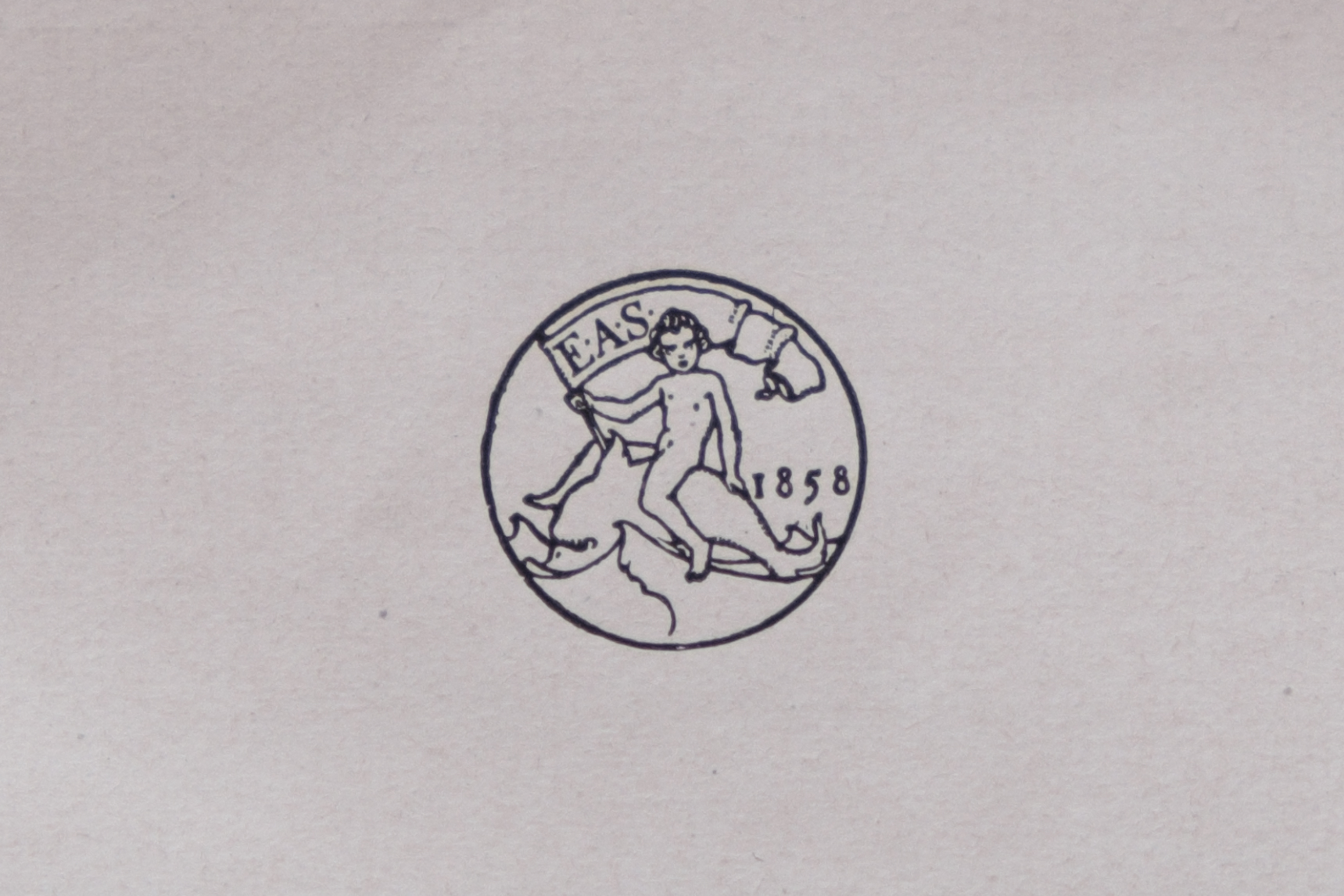
Logo des Verlags im Jahr 1927

Der E. A. Seemann Verlag ist ein deutscher Verlag mit Sitz in Leipzig. Er wurde 1858 gegründet und firmiert heute als Seemann Henschel GmbH & Co. KG. Er ist auf die Bereiche Kunst und Kunstgeschichte spezialisiert.

## Geschichte

### Gründung und erste Generation

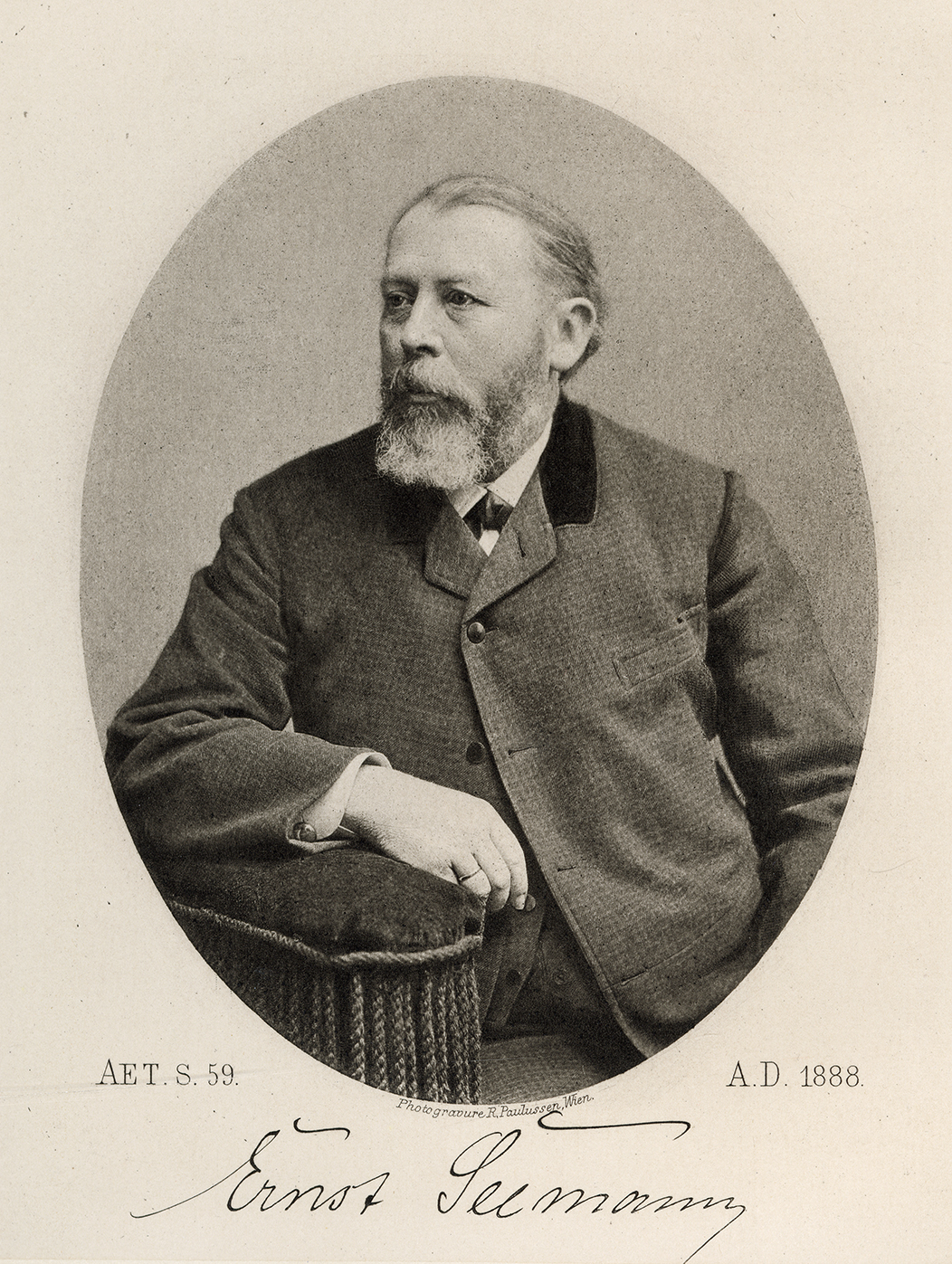
Verlagsgründer Ernst Arthur Seemann, 1888

Am 1. Dezember 1858 zeigte Ernst Arthur Seemann im Alter von 29 Jahren in Essen die Eröffnung seines Unternehmens unter der Firmierung E. A. Seemann, Verlags- und Sortimentsbuchhandlung, verbunden mit Kunst-, Musikalien u. Antiquariatsbuchhandel an.
Am 15. August 1861 zog Seemann mit seinem Unternehmen, das sich als erster Verlag ausschließlich auf Kunstliteratur und auf Gemäldereproduktionen konzentrierte, nach Leipzig um. Schnell wurde der Name E. A. Seemann zu einem Markenzeichen für qualitätsvolle Kunstliteratur. So erschienen hier beispielsweise von Wilhelm Lübke die Geschichte der Architektur (1858) sowie seine Geschichte der Plastik aller Zeiten und Länder (1863), Robert Dohmes sechsbändige Biografiensammlung Kunst und Künstler des Mittelalters und der Neuzeit (1875–1880) oder die Buchreihe Seemanns Beiträge zur Kunstgeschichte (seit 1878), die sich einzelnen Künstlern, Kunstwerken, Epochen oder Regionen widmete.
1868 übernahm der Verlag die Rechte an den Werken des Schweizer Kunsthistorikers Jacob Burckhardt. Ab 1866 erschien monatlich im E. A. Seemann Verlag die erste deutsche Kunstzeitschrift unter dem Titel Zeitschrift für bildende Kunst, die über 66 Jahre lang ein Fachorgan der Kunstwelt war. Ab 1867 gab der Verlag das Jahrbuch für Kunstwissenschaft heraus. Die im Verlag vorhandenen Druckstöcke für Holzschnittillustrationen nutzte Seemann 1877 zur Herausgabe von Bildtafeln.
Ernst Arthur Seemann leitete sein Unternehmen über vier Jahrzehnte lang. Zum 1. Januar 1899 übergab er die Verlagsgeschäfte seinem 1861 geborenen Sohn Artur Seemann.

### Weiterführung in der zweiten Generation
Artur Seemann setzte die von seinem Vater begonnene Ausrichtung des Verlagsprogramms fort, teilte sich ab dem 1. Oktober 1899 die Geschäftsführung mit Gustav Kirstein (1870–1934) und zog sich stark in das Privatleben zurück. 1923 stellte er Gustav Kirstein seinen ältesten Sohn Elert A. Seemann (1892–1989) zur Seite. 1925 nahm Artur Seemann sich im Alter von 64 Jahren das Leben. Der Verlag hatte inzwischen mehrmals den Standort in Leipzig gewechselt, bis er am 1. April 1912 das neu errichtete Verlagsgebäude in der Hospitalstraße (heute: Prager Straße) im Graphischen Viertel im Osten der Stadt bezog. Kirstein modernisierte den E. A. Seemann Verlag und festigte den Ruf des Unternehmens als einer der führenden Kunstverlage in Deutschland. Er realisierte E. A. Seemanns farbige Gemäldewiedergaben von Meisterwerken der klassischen und modernen Malerei, die durch den neu erfundenen Dreifarbendruck in der Großdruckerei Förster & Borries (Zwickau/Sa.) möglich geworden waren. Zu seinem 50-jährigen Bestehen konnte der Verlag rund 950 Farbmotive in einer Gesamtproduktion von 150 Millionen Kunstblättern vorweisen. Es war weltweit das größte Verlagsunternehmen dieser Art. Neben den Einzelblättern zum Preis von je einer Mark stellte der Verlag jetzt auch Mappen zusammen, die ausgewählten Künstlern gewidmet und denen kurze Einführungstexte beigegeben waren.
Ab 1900 druckte der Verlag auch farbige Großreproduktionen, die vor allem als Wandschmuck und Lehrmaterial verwendet wurden. In der Reihe Moderne Graphik erschienen Originalradierungen auf hochwertigen Künstlerpapieren, meist von den Künstlern auch signiert. Diese Sammlung umfasste 1933 rund 400 Motive, darunter Blätter von Max Beckmann, Lovis Corinth, Käthe Kollwitz, Max Liebermann, Edvard Munch, Emil Nolde und Max Klinger. Kirstein legte die erstmals 1842 erschienene Geschichte Friedrichs des Großen des Kunsthistorikers Franz Kugler mit 400 Illustrationen Adolph Menzels 1922 neu auf, wofür er die alten Holzstöcke von Menzel erwarb.
Zu den größeren Veröffentlichungen, die bis heute grundlegend für die kunstwissenschaftliche Forschung geblieben sind, gehören u. a. Wilhelm Waetzoldts Deutsche Kunsthistoriker (1921/1924), Gustav Kirsteins Monografie Das Leben Adolph Menzels (1919), Max Deris Einführung in die Kunst der Gegenwart (1919, 3. Auflage 1922) und Hans Wolfgang Singers Die moderne Graphik (1914, 3. Auflage 1922).
1923 wurde die auf 500 Bändchen angelegte Bibliothek der Kunstgeschichte gestartet, von der tatsächlich nur 88 Nummern in 84 Bänden erschienen sind. In dieser kaleidoskopartig konzipierten Buchreihe äußerten sich namhafte, überwiegend in-, aber auch ausländische Kunstwissenschaftler in essayistischer Form zu Kunstwerken (Erwin Panofsky: Die sixtinische Decke), Künstlern (Gustav Pauli: Leonardo da Vinci), Kunstepochen (Camillo Praschniker: Kretische Kunst) oder übergreifenden Themen der Kunstwissenschaft (Kurt Gerstenberg: Ideen zu einer Kunstgeographie Europas). Die im Oktavformat gehaltenen Bände der der bildenden Kunst gewidmeten Reihe, die mit Heinrich Wölfflins Das Erklären von Kunstwerken begann und mit Hans Tietzes Die französische Malerei der Gegenwart endete, waren in einen Text- und einen Fototeil gegliedert und gingen in ihrem Umfang, ausgenommen die zwei Doppelbände und den Dreifachband, über zwei Druckbogen nicht hinaus.
Mit der achtbändigen Ausgabe der Meisterwerke. Eine Kunstgeschichte für das deutsche Volk (1927 bis 1934) des Leipziger Ordinarius für Kunstgeschichte Leo Bruhns präsentierte der Verlag ein preiswertes und allgemeinverständliches Nachschlagewerk.
Ab 1911 erschien das vom Leipziger Verlag Wilhelm Engelmann übernommene Allgemeine Lexikon der bildenden Künstler von der Antike bis zur Gegenwart, das nach seinen beiden Herausgebern Ulrich Thieme (1865–1922) und Felix Becker (1864–1928) als der „Thieme-Becker“ bekannt wurde, im E. A. Seemann Verlag. 1923 übernahm Hans Vollmer die Leitung der Redaktion des „Thieme-Becker“, der 1947 mit dem letzten alphabetischen und 1950 mit einem Band zu Künstlern mit Notnamen und Monogrammisten seinen Abschluss fand.
1911 wurde die Seemann-Lichtbildanstalt als ein Zweigunternehmen eingerichtet, das die Seestern-Lichtbilder, Diapositive für Lehr- und Unterrichtszwecke, herstellte.

### Epoche des Nationalsozialismus
Elert A. Seemann (1892–1989) schloss sich frühzeitig der NSDAP an. Von seinem jüdischen Geschäftspartner Gustav Kirstein trennte er sich 1933 nach zehnjähriger Zusammenarbeit im Wege einer Sachwerttrennung: Kirstein erhielt – losgelöst vom Verlag E. A. Seemann – den Kunstverlag mit der Bildproduktion übertragen, der bald in „Meister der Farbe“ umbenannt werden musste. Für die Geschäftsführung war Kirstein im Besitz einer Ausnahmegenehmigung der Reichskunstkammer. Nach Kirsteins Tod am 14. Februar 1934 übernahm seine Ehefrau Cläre Kirstein (Suizid im Sommer 1939) die Geschäftsführung. Im Jahr 1938 verlor die Ausnahmegenehmigung ihre Gültigkeit. Elert A. Seemann übte daraufhin sein vereinbartes Rückkaufrecht aus. Wegen einer Auseinandersetzung mit dem Reichspropagandaministerium erlangte der Rückkauf erst 1942 seine Rechtskraft.
Der E. A. Seemann Verlag war nun ein reiner Buchverlag und gab seine Publikationen ohne den Einsatz des Farbdrucks heraus. Das über Jahrzehnte aufgebaute kunstwissenschaftliche Profil des Verlages wurde zugunsten nationalsozialistischer Propagandaschriften aufgegeben. Im Bereich der Kunstgeschichte erschienen z. B. von Wilhelm Pinder Vom Wesen und Werden deutscher Formen sowie Hans Weigerts Kunst von heute als Spiegel der Zeit und Paul Schultze-Naumburgs Kunst aus Blut und Boden.
Der schwerste Bombenangriff auf Leipzig zerstörte am 4. Dezember 1943 das Verlagshaus mitsamt der Lichtbildanstalt, allen Unterlagen und der drucktechnischen Anlagen. Nur die sich außerhalb des Stammhauses befindlichen Materialien konnten gerettet werden. Neben Lagerbeständen fertiger Druckerzeugnisse betraf das die Redaktion des „Thieme-Becker“-Künstlerlexikons mit ihrer umfangreichen Bibliothek und den in fünf Jahrzehnten zusammengetragenen Unterlagen. Der bereits fertige Drucksatz des letzten Bandes des „Thieme-Becker“ wurde jedoch ebenfalls vernichtet. Die Klischees der Farbdrucke des Verlages, die sich am Ort ihres Einsatzes, in der Zwickauer Druckerei Förster & Borries befanden, blieben verschont.

### Nach 1945 und während der DDR
Der einstige Kirstein-Zweig des Verlages, nun wieder „Seemann & Co.“, erhielt eine Lizenz zur Weiterführung der Produktion. Am 3. Dezember 1946 wurde die Genehmigung zur Herausgabe der Zeitschrift für Kunst und künstlerische Gestaltung erteilt. Ein Jahr später wurde mit der Lizenz zur „Veröffentlichung von Literatur über Kunst, Kunst-, Kultur- und Geistesgeschichte“ die Weiterführung des Verlages gesichert. Das Unternehmen blieb vorerst im Besitz der Familie Seemann, auch wenn Elert Seemann wegen seiner einstigen NSDAP-Zugehörigkeit nicht als Inhaber zugelassen wurde. Seemann hatte sich bereits in Richtung Westen abgesetzt, nachdem er im September 1945 seiner Schwester Irmgard Nußbaum-Seemann (1903–?) alle Verlagsteile überlassen hatte. Am 13. Februar 1946 wurde sie als Verlagsinhaberin von der Besatzungsmacht bestätigt. Elert Seemann selbst versuchte, einen Zweig des Familienunternehmens in der britischen Besatzungszone, in Köln, zu errichten und führte ihn unter großen wirtschaftlichen Schwierigkeiten bis zu seinem Tod im Jahre 1989 und zwar wieder als Kunstverlag, teilweise in Zusammenarbeit mit dem VEB E. A. Seemann in Leipzig.
Die Schwester Elert Seemanns, Irmgard Nußbaum, plante, den E. A. Seemann Verlag in München zu etablieren und überführte „Thieme-Becker“-Unterlagen sowie Farbdruckklischees an ihre bereits 1949 gegründete Zweigniederlassung „Nautilus“ in Bayern. Als dies bekannt wurde, verließ sie im Februar 1952 die DDR. Der Verlag E. A. Seemann wurde daraufhin enteignet und am 8. August 1952 in einen volkseigenen Betrieb (VEB) umgewandelt. Der Name seines Gründers E(rnst) A(rthur) Seemann aber blieb nach langen Querelen mit dem in Köln ansässigen Elert Seemann als Firmenbezeichnung erhalten.
Mit dem Erscheinen der Zeitschrift für Kunst wurde der Neubeginn der Verlagstätigkeit eingeleitet, die Buchproduktion wurde fortgesetzt. Der letzte Band des „Thieme-Becker“ konnte dank einer geretteten Korrekturfahne 1947 neu gesetzt, gedruckt und ausgeliefert werden. Neue Monografien und Kunstbände sowie Kalender waren neben Nachauflagen im Programm vertreten. Als neues Verlagsdomizil bekam der E. A. Seemann Verlag 1951 das Wohnhaus Jacobstraße 6 in Leipzig zugewiesen. Neben dem Verlag der Kunst in Dresden und dem Henschelverlag Kunst und Gesellschaft bestritt der E. A. Seemann Verlag den Großteil der Kunstbuchproduktion in der DDR. Die Leitung des Verlages E. A. Seemann bekam zunächst Otto Halle übertragen, er wurde 1954 von Gerhard Keil (1922–1997) abgelöst. Er baute E. A. Seemann zum führenden Kunstverlag der DDR aus.
Nach Abschluss des „Thieme-Becker“, in dem die nach 1870 geborenen Künstler nicht mehr aufgeführt waren, wurde eine Ergänzung und Aktualisierung des Werkes erforderlich. Hans Vollmer übernahm diese Aufgabe. Innerhalb von acht Jahren erarbeitete er sechs weitere Bände, die 1953 bis 1962 unter dem Titel das Allgemeine Lexikon der bildenden Künstler des XX. Jahrhunderts erschienen. Der „Thieme-Becker-Vollmer“ wird bis heute unverändert nachgedruckt. Ende der sechziger Jahre begann man mit einer Neubearbeitung, dem Allgemeinen Künstlerlexikon der Bildenden Künstler aller Zeiten und Völker (AKL), das zunächst auf 30 Bände angelegt war. Aufgrund der mangelhaften technischen Ausrüstung und der begrenzten Nutzungsmöglichkeiten von Bibliotheken außerhalb der DDR dauerte die Herausgabe des ersten Bandes bis 1983; die Bände 2 und 3 folgten im Dreijahresrhythmus. Seit dem 1. April 1991 wird das Werk im K. G. Saur Verlag fortgeführt. Inzwischen sind 99 Bände des AKL erschienen, wobei die drei noch im E. A. Seemann Verlag herausgegebenen Bände aus Gründen der Vereinheitlichung neu – in vier Bänden – gedruckt wurden.
Zu den großen Kunstlexika des Verlages gehört auch das von Gerhard Strauß begründete Lexikon der Kunst, das zwischen 1968 und 1978 in fünf Bänden erschien. Der erste Band einer von Harald Olbrich als Hauptredakteur verantworteten Neubearbeitung des Lexikons wurde 1987 veröffentlicht, der siebte und letzte Band erschien 1994.
In den 1970er Jahren begann der E. A. Seemann Verlag ein neues Großprojekt, die Geschichte der deutschen Kunst. Der erste Band des Werkes, das von Kunsthistorikern mehrerer Universitäten und der Akademie der Wissenschaften der DDR verfasst wurde, kam 1981 heraus. Unter Federführung von Friedrich Möbius (Jena), Ernst Ullmann (Leipzig), Harald Olbrich (Berlin), Peter H. Feist (Berlin) und anderen erschienen bis 1990 zehn umfangreiche Bände, die einzelne Kunstepochen vom Mittelalter bis zur Gegenwart behandeln. Die Bände spiegeln zugleich die methodische Vielfalt kunsthistorischer Forschung in der zweiten Hälfte des 20. Jahrhunderts. Wegen der einsetzenden Wirtschaftskrise musste das Vorhaben 1990 abgebrochen werden.
Neben Seemanns großem Kunstkalender gab es seit Ende der 1960er Jahre den Monatskalender Das schöne Detail sowie drei unterschiedlich ausgerichtete Postkartenkalender. Einen wichtigen Bestandteil des Verlagsprogramms bildeten nach wie vor die Gemäldereproduktionen, die unter anderem in einer Wandschmuckbild-Kollektion und den Seemann Kunstmappen in den Handel kamen.

### Von 1990 bis heute
Nach 1989 wurde der Verlag eine Zeitlang treuhänderisch verwaltet, bis Silvius Dornier den Verlag erwarb und ihn im Sommer 1992 in die neu gegründete Dornier Medienholding mit Sitz in Berlin eingliederte. Lektorat und Herstellung des Verlages blieben in Leipzig. Auch der Name E. A. Seemann wurde beibehalten. Reihen wie die Kunstgeschichtlichen Städtebücher, die Beiträge zur Kunstwissenschaft, die Hefte der Baudenkmale und auch die seit Mitte der 1980er Jahre edierten Leipziger Blätter wuchsen um neue Ausgaben an. Die meisten dieser Folgen wurden jedoch in den 1990er Jahren eingestellt. Auch das komplette Kalenderangebot erschien 1992 zum letzten Mal.
Zusätzlich zum Lexikon der Kunst erschienen mit Seemanns kleinem Kunstlexikon (1994) und Seemanns Lexikon der Architektur (1994) einbändige Nachschlagewerke. In der Reihe Kunst und Gestaltung wurden Klassiker der Kunstpraxis neu publiziert, darunter Max Doerners Malmaterial und seine Verwendung von 1921, John Gages Untersuchung zur Sprache der Farben und Autoren wie Johannes Itten und Gottfried Bammes.
Die Dornier Medienholding trennte sich von den 1992 übernommenen Kunst- und Kulturverlagen, zu denen neben E. A. Seemann noch die Verlage Edition Leipzig und Henschel gehörten. Zum 1. April 2003 erwarben die Gesellschafter Bernd Kolf und Jürgen A. Bach die drei Verlage und gründeten sie neu in der Seemann Henschel GmbH & Co. KG, zu der im Sommer 2004 noch der Leipziger Traditionsverlag Koehler & Amelang kam. Hauptsitz des Unternehmens ist Leipzig.
Das immer noch umfangreichste Künstlerlexikon der Welt, der 1960 abgeschlossene „Thieme-Becker-Vollmer“ (als CD-ROM), sowie das siebenbändige Lexikon der Kunst sind weiterhin im Auflagenprogramm, von beiden Werken wurden überdies Studienausgaben herausgegeben. Weitere einbändige Lexika zu verschiedenen Themen der bildenden Kunst sind Programm, so das Lexikon der Symbole (2003), das Lexikon der Ornamente (2004), Stefan Dürres Lexikon der Skulptur (2007) und Brigitte Rieses Lexikon der Ikonografie (2007). Monografien erscheinen nun unter anderem in einer Reihe broschierter Bändchen zu einzelnen Meisterwerken der Kunstgeschichte. Mit Beiträgen von Barbara John zu Max Klinger – Beethoven (2004) und Caspar David Friedrich – Kreidefelsen auf Rügen (2005) sowie von Roland Krischel zu Stefan Lochner – Die Muttergottes in der Rosenlaube (2006) wurde eine alte Verlagstradition auch hier neu belebt.
Nachdem die Verlagsgruppe Seemann Henschel zum 1. März 2017 Insolvenz angemeldet hatte, wurde sie zum 1. Oktober 2017 von Michael Kölmel, dem Inhaber von Zweitausendeins, übernommen. Geschäftsführerin und Verlegerin ist seit 2017 Annika Bach.
Das erhaltene Archivgut des Verlags aus den Jahren 1864 bis 1995 befindet sich heute im Staatsarchiv Leipzig.